# Corona 57
Corona 57 – amerykański satelita rozpoznawczy. Był szesnastym statkiem serii Keyhole-4 ARGON tajnego programu CORONA. Jego zadaniem było wykonanie wywiadowczych zdjęć Ziemi. Misja skończyła się niepowodzeniem. Nie udało się przechwycić kapsuły powrotnej, która zatonęła w oceanie.

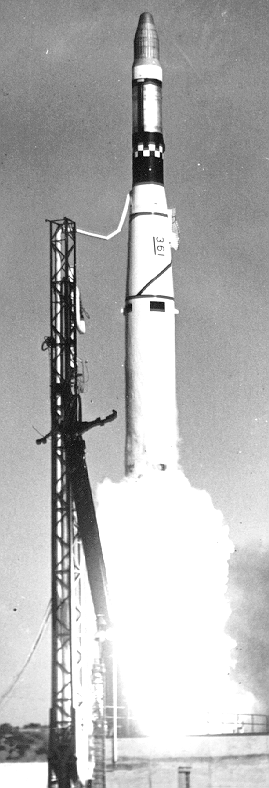
Start rakiety Thor Agena B z satelitą Corona 57 na pokładzie

## Ładunek
- Dwa aparaty fotograficzne typu "Mural" o ogniskowej długości 61 cm i rozdzielczości przy Ziemi około 7,6 metra